# Феллер, Ксения Владимировна
Ксения Владимировна Феллер (в девичестве Подопригора; 5 июня 1990, Зеленогорск, Красноярский край) — российская лыжница, призёр чемпионата России. Мастер спорта России.

## Биография
Воспитанница зеленогорской СШОР «Олимп», тренер — Юрий Кураленко, позднее тренировалась у Г. М. Мельниковой, В. Ф. Богомолова. Представляет Красноярский край и спортивное общество «Динамо», в отдельные годы также представляла параллельным зачётом Москву.
Призёр первенства России среди юниоров 2010 года в гонке на 30 км, первенства страны среди молодёжи (до 23 лет) 2012 года в персьюте, победительница и призёр первенства России среди молодёжи 2013 года.
На взрослом уровне на чемпионатах России становилась бронзовым призёром в 2012 году в скиатлоне на 15 км, в 2015 году в масс-старте на 30 км. Победительница и призёр этапов Кубка России.
Участница зимней Универсиады 2015 года в Словакии, стартовала в единственной гонке на дистанции 5 км и заняла 21-е место.
Окончила Сибирский федеральный университет.

## Личная жизнь
Супруг — лыжник Андрей Феллер, поженились в 2014 году. Спортсменка сменила фамилию по окончании сезона 2014/15.